# Ашер (співак)
Ашер (англ. Usher, справжнє ім'я — Ашер Терренс Реймонд Четвертий (англ. Usher Terrence Raymond IV); нар. 14 жовтня 1978 року, Даллас, Техас, США) — американський співак і актор. Один з комерційно найуспішніших R&B-музикантів афроамериканського походження. Станом на 2011 рік продано понад 65 мільйонів копій його альбомів по всьому світу. Виграв сім премій «Греммі», чотири премії World Music Awards, чотири премії American Music Award і дев'ятнадцять премій Billboard Music Awards. Власник власної звукозаписної компанії US Records. Він займає 21 місце в списку найуспішніших музикантів за версією «Billboard», а також перше місце в списку найуспішніших музикантів 2000-х років. 7 вересня 2016 року Ашер отримав зірку на Алеї слави.

## Юність
Ашер Реймонд IV народився 14 жовтня 1978 року в Далласі, штат Техас. Батьки — Джоннетта Паттон (до шлюбу О'Ніл; з Теннессі) і Ашер Реймонд III. Більшу частину свого молодого життя він провів у Чаттанузі, штат Теннессі. Його батько покинув сім'ю, коли Ашеру був рік. Ашер ріс разом зі своєю матір'ю, тодішнім вітчимом і зведеним братом Джеймсом Лекі (народився в 1984 році). За ініціативи своєї матері Ашер приєднався до місцевого церковного молодіжного хору в Чаттанузі, коли йому було дев'ять років. Там його бабуся виявила в нього здатність співати, хоча аж лише коли Ашер приєднався до співочої групи, то вона подумала, що він може співати професійно. Вважаючи, що велике місто надасть більше можливостей для демонстрації його таланту, родина Ашера переїхала до Атланти, штат Джорджія, де було більш сприятливе середовище для співаків-початківців. Перебуваючи в Атланті, він відвідував середню школу Норт-Спрінгс.

## Дискографія

### Студійні альбоми
- 1994 — Usher
- 1997 — My Way
- 2001 — 8701
- 2004 — Confessions
- 2008 — Here I Stand
- 2010 — Raymond v. Raymond
- 2012 — Looking 4 Myself
- 2016 — Hard II Love

### Концертні альбоми
- 1999 — Live

### EP
- 2010 — Versus